# Liste des révolutions haïtiennes
L'histoire haitienne est aussi une liste des révolutions haitiennes.
Dès 1804, date de l'indépendance, à nos jours, Haïti a connu 10 révolutions ou bouleversements politiques importants.

## XVIIIesiècle
- Colonie française de Saint-Domingue
- Révolution haïtienne

## XIXesiècle
- 1er janvier 1804 : proclamation de l'indépendance.
- 1820 : chute du roi Henri Christophe (révolution de 1820)[3],[4], unification du pays
- 1843 : chute du président à vie Jean-Pierre Boyer (révolution de 1843)[5]
- 1859 : chute de l'empereur Faustin Soulouque (révolution de 1859)[6]
- mars 1867 : chute du président de la république Fabre Geffrard et dictature militaire
- 1876 : chute du président de la république Michel Domingue (révolution de 1876)[7]
- 1888 : chute du président de la république Lysius Salomon (révolution de 1888)[8]

## XXesiècle
- 1908 : chute du roi Pierre Nord Alexis (révolution de 1908)[9]
- 1911 : chute du président de la république François Antoine Simon (révolution de 1911)[10]
- 1915 : chute du président de la république Vilbrun Guillaume-Sam (révolution de 1915)[11]
- 1946 : chute du président de la république Élie Lescot (révolution de 1946)[12]
- 1986 : chute du dictateur à vie Jean-Claude Duvalier (révolution de 1986)[13],[14],[15]